# Kupní smlouva

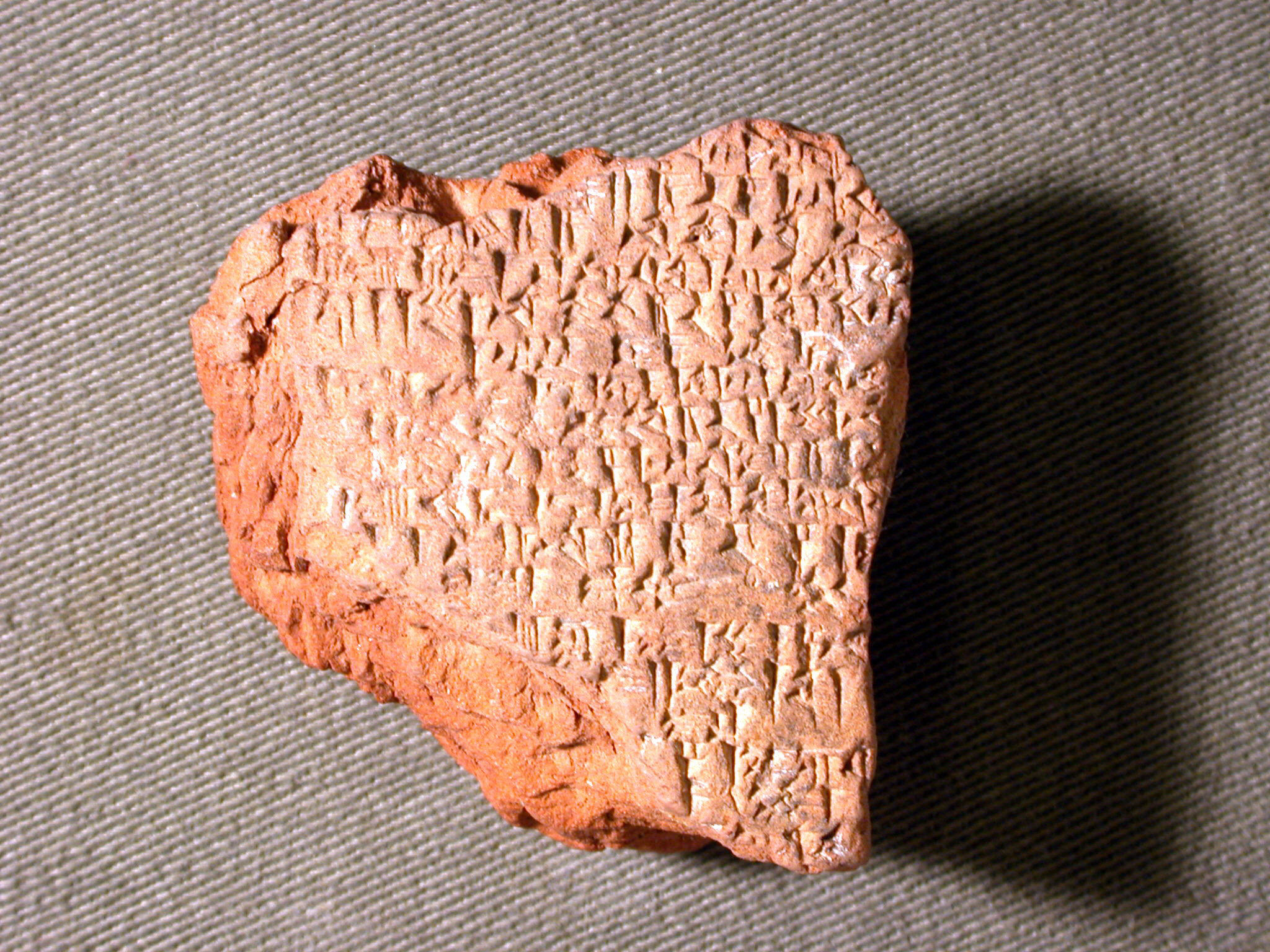
Fragment kupní smlouvy z doby starověku v klínovém písmu.

Kupní smlouva je soukromoprávní smlouva, při níž dochází k převodu vlastnického práva k věci mezi prodávajícím, kterému vzniká povinnost odevzdat kupujícímu předmět koupě, a kupujícím, jemuž vzniká povinnost předmět koupě převzít a zaplatit za něj prodávajícímu dohodnutou kupní cenu. Závazkový právní vztah založený kupní smlouvou se označuje jako koupě.
Podobná pravidla jako pro kupní smlouvu platí i pro směnnou smlouvu, při které nedochází k placení, ale je vyměňována věc za věc.

## Obecná charakteristika a druhy kupních smluv
Kupní smlouvu upravuje v České republice občanský zákoník v §2079 a násl. Pro její úpravu je rozhodující její rozlišování podle předmětu a postavení stran kupní smlouvy. Rozlišujeme kupní smlouvu, jejímž předmětem je movitá věc, a tu, jejímž předmětem je věc nemovitá. Podle subjektů (stran) kupní smlouvy a jejich postavení lze rozlišovat mezi kupní smlouvou uzavřenou mezi podnikateli, mezi spotřebiteli a mezi podnikatelem a spotřebitelem. Občanský zákoník uvádí také zvláštní ustanovení o prodeji zboží v obchodě a o koupi závodu.
Zvláštním druhem kupní smlouvy je mezinárodní kupní smlouva upravená Úmluvou OSN o smlouvách o mezinárodní koupi zboží.

## Náležitosti kupní smlouvy
Při uzavírání kupní smlouvy musí být jasné, kdo jsou smluvní strany. Ty se musí dohodnout na celém obsahu smlouvy. Podstatné náležitosti kupní smlouvy jsou projev vůle prodávající strany něco prodat a projev vůle strany kupující danou věc koupit. V občanském zákoníku není stanovena povinná forma smlouvy, vyjma prodeje nemovitosti, kdy je vyžadována písemná forma. Výše kupní ceny záleží na dohodě stran, je však omezena určitými limity proto, aby nedošlo k hrubému nepoměru vzájemných plnění (k lichvě, neúměrnému krácení nebo zneužití výhodnějšího hospodářského postavení jedné ze smluvních stran).

## Práva a povinnosti smluvních stran

### Povinnosti kupujícího
- zaplatit kupní cenu
- převzít věc (předmět koupě)
- nést náklady spojené s převzetím věci

### Povinnosti prodávajícího
- odevzdat kupujícímu věc
- odevzdat kupujícímu doklady vztahující se ke zboží
- umožnit kupujícímu nabytí vlastnického práva
- předat zboží k přepravě
- nést náklady spojené s odevzdáním předmětu koupě[5]
- upozornit kupujícího na vady věci, o nichž ví[6]

## Záruka
Občanský zákoník rozlišuje tzv. odpovědnost z vadného plnění a záruku na jakost.
Odpovědnost z vadného plnění vyplývá přímo ze zákona. Právo z vadného plnění na základě odpovědnosti za vady lze obecně uplatnit do šesti měsíců od koupě, u spotřebního zboží je pak reklamační lhůta prodloužena na 2 roky. Plnění má vadu, zejména pokud nemá ujednanou jakost, není-li dodáno ujednané množství nebo pokud vznikne vada z použití věci. Platí zde vyvratitelná domněnka, že pokud se vada projevila v reklamační lhůtě, bylo zboží vadné již v době převzetí. Chce-li se prodávající odpovědnosti za vady zprostit, musí dokázat, že zboží bylo při převzetí kupujícím bezvadné a vadu způsobil kupující sám jeho užíváním. 
Záruka za jakost má kupujícímu zajistit, že věc bude do uplynutí záruční doby způsobilá k použití pro obvyklý účel nebo že si zachová obvyklé vlastnosti. Nevzniká při koupi automaticky ze zákona, ale k její existenci je nezbytné dohoda stran, respektive prohlášení ze strany prodávajícího o poskytnutí záruky (uvedené přímo v kupní smlouvě, případně např. v záručním listu, na obalu zboží nebo v reklamě). Není rozhodující, zda vady existovaly již v době převzetí zboží, ale podstatný je výskyt vady v záruční době. Funguje tak jako bonus k zákonným právům z vadného plnění. 

## Vedlejší ujednání při kupní smlouvě
V občanském zákoníku jsou uvedena tato vedlejší ujednání v kupní smlouvě:
- Výhrada vlastnického práva
- Výhrada zpětné koupě
- Výhrada zpětného prodeje
- Předkupní právo
- Koupě na zkoušku
- Výhrada lepšího kupce
- Cenová doložka
- Jiná vedlejší ujednání[10]

## Právní zakotvení před rokem 2014
Úprava kupní smlouvy byla před přijetím nového občanského zákoníku upravena ve dvou právních dokumentech – v občanském zákoníku a obchodním zákoníku. To vycházelo z duality soukromého práva promítnutého jak do kodifikace obecného občanského práva, tak do obchodního práva. Obchodní zákoník upravoval obchodněprávní kupní smlouvu, smlouvu o prodeji podniku a smlouvy o koupi najaté věci. Obchodní zákoník neupravoval kupní smlouvu v plném rozsahu, a proto ze znění ustanovení obchodního zákoníku vyplývalo, že není-li možno řešit některé otázky dle něj, řeší se dle předpisů občanského práva. Občanský zákoník upravoval především majetkové vztahy obecně, zejména vlastnická práva a věcná práva vůbec, obsahoval obecnou úpravu právní subjektivity (nyní právní osobnost) a právních úkonů (nyní právní jednání), společných institutů závazkového práva atd.
Ke dni nabytí účinnosti nového občanského zákoníku byl obchodní zákoník zrušen a některé jeho části (včetně kupní smlouvy) upravuje nový občanský zákoník a některé nově vzniklý zákon o obchodních korporacích.